# Erondegemse Pijl 2016
La 6e édition de l'Erondegemse Pijl a eu lieu le 6 août 2016. Elle fait partie de la Lotto Cycling Cup 2016 et du calendrier UCI en catégorie 1.2.

## Classements

### Classement final
| \| Classement général \| Classement général \| Classement général \| Classement général \| Classement général \| \| Coureuse \| Coureuse \| Pays \| Équipe \| Temps \| \| ------------------ \| ----------------------- \| ------------------ \| ------------------------- \| ------------------ \| \| 1re \| Lucinda Brand \| Pays-Bas \| Rabo Liv Women \| 2 h 00 min 16 s \| \| 2e \| Nina Kessler \| Pays-Bas \| Lensworld-Zannata \| + 40 s \| \| 3e \| Thalita de Jong \| Pays-Bas \| Rabo Liv Women \| + 40 s \| \| 4e \| Monique van de Ree \| Pays-Bas \| Lares-Waowdeals Women \| + 40 s \| \| 5e \| Kelly Druyts \| Belgique \| Topsport Vlaanderen-Etixx \| + 40 s \| \| 6e \| Demi de Jong \| Pays-Bas \| Boels Dolmans \| + 40 s \| \| 7e \| Marjolein van 't Geloof \| Pays-Bas \| Jan van Arckel \| + 40 s \| \| 8e \| Kaat Van der Meulen \| Belgique \| Lensworld-Zannata \| + 40 s \| \| 9e \| Claudia Koster \| Pays-Bas \| Jan van Arckel \| + 40 s \| \| 10e \| Valerie Demey \| Belgique \| Topsport Vlaanderen-Etixx \| + 40 s \| |                         |          |                           |                 |
| |                         |          |                           |                 |
| Source : Cycling Quotient |                         |          |                           |                 |
| Classement général |                         |          |                           |                 |
| Coureuse | Coureuse                | Pays     | Équipe                    | Temps           |
| 1re | Lucinda Brand           | Pays-Bas | Rabo Liv Women            | 2 h 00 min 16 s |
| 2e | Nina Kessler            | Pays-Bas | Lensworld-Zannata         | + 40 s          |
| 3e | Thalita de Jong         | Pays-Bas | Rabo Liv Women            | + 40 s          |
| 4e | Monique van de Ree      | Pays-Bas | Lares-Waowdeals Women     | + 40 s          |
| 5e | Kelly Druyts            | Belgique | Topsport Vlaanderen-Etixx | + 40 s          |
| 6e | Demi de Jong            | Pays-Bas | Boels Dolmans             | + 40 s          |
| 7e | Marjolein van 't Geloof | Pays-Bas | Jan van Arckel            | + 40 s          |
| 8e | Kaat Van der Meulen     | Belgique | Lensworld-Zannata         | + 40 s          |
| 9e | Claudia Koster          | Pays-Bas | Jan van Arckel            | + 40 s          |
| 10e | Valerie Demey           | Belgique | Topsport Vlaanderen-Etixx | + 40 s          |

### Barème des points UCI
| Position           | 1er | 2e | 3e | 4e | 5e | 6e | 7e | 8e | 9e | 10e |
| Classement général | 40  | 30 | 16 | 12 | 10 | 8  | 6  | 3  | 2  | 1   |